# Brownville (Nebraska)
Brownville é uma vila localizada no estado americano de Nebraska, no Condado de Nemaha.

## Demografia
Segundo o censo americano de 2000, a sua população era de 146 habitantes. 
Em 2006, foi estimada uma população de 139, um decréscimo de 7 (-4.8%).

## Geografia
De acordo com o United States Census Bureau, a localidade tem uma área de 1,6 km², sem área coberta por água.

## Localidades na vizinhança
O diagrama seguinte representa as localidades num raio de 16 km ao redor de Brownville. 